# Inverness (Verenigd Koninkrijk)
Inverness (Schots-Gaelisch: Inbhir Nis, Schots: Innerness) is een (voormalige) royal burgh, tegenwoordig met de officiële titel van city,  in Schotland, gelegen aan de noordzijde van de Great Glen, bij de monding van de rivier de Ness en wordt beschouwd als de hoofdstad van de Schotse Hooglanden en het raadsgebied en voormalige regio Highland. Inverness heeft 51.832 inwoners.

## Geschiedenis
In de elfde eeuw bevond de burcht van de door Shakespeare beroemd geworden koning Duncan zich in de stad, die vanwege het strategisch belang meerdere malen in andere handen is overgaan. De scepter werd er achtereenvolgens gezwaaid door de Engelsen, Robert Bruce, diverse Highland-Clans, de Lord of the Isles, aanhangers van de Jakobieten en Maria Stuart. Na de slag bij Culloden die de opstand van de Jakobieten beëindigde in 1746 beval generaal Wade hier een van zijn citadelsteden op te richten om de orde met de Highlanders te herstellen. Vanwege de voortdurende plunderingen door de Highland-clans staan weinig historische gebouwen nog overeind.
De huidige stad dateert grotendeels uit 19de eeuw toen de streek een grote bloei kende door de aanleg van het Caledonisch Kanaal en de komst van de spoorweg. Sinds december 2000 mag Inverness zich officieel een stad noemen.

## Bezienswaardigheden
- Caledonisch Kanaal
- Inverness Castle (19e-eeuws, tegenwoordige rechtbank)

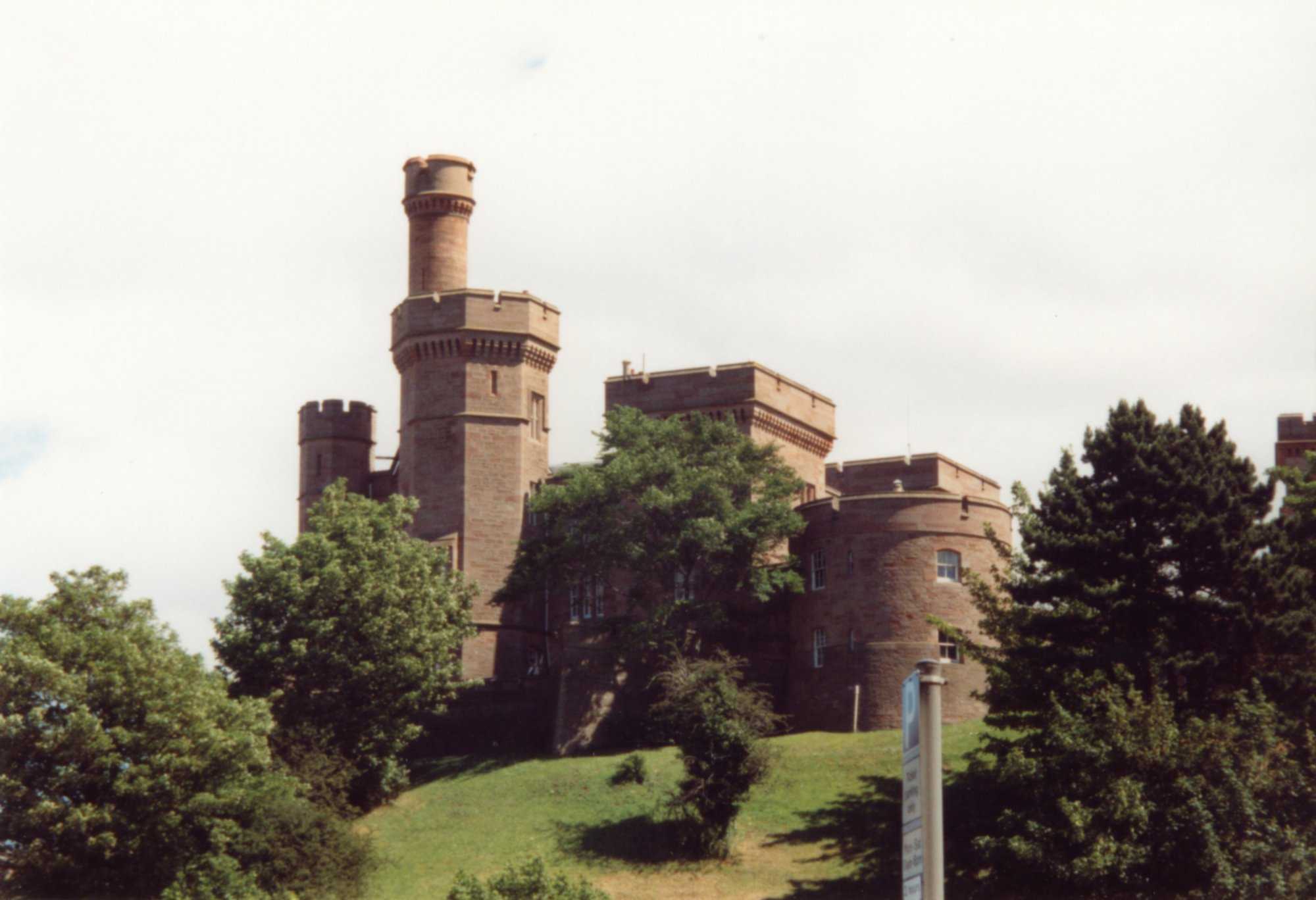
Inverness Castle

- Moray Firth
- Ness
- Kathedraal van Inverness

## Verkeer en vervoer
Vanaf station Inverness vertrekken treinen naar Londen en steden in Schotland. Het station is ook het beginpunt voor treinreizigers die via de Far North Line of de Kyle of Lochalsh Line naar het uiterste noorden van Schotland willen.
Drie doorgaande wegen (de A9, A82 en A96) verbinden Inverness met Aberdeen, Perth, Elgin, Thurso, Edinburgh en Glasgow. Via de Kessock Bridge is Inverness verbonden met het Black Isle.
Inverness Airport ligt 15 kilometer ten oosten van de stad. Er is een regelmatige busverbinding vanaf het treinstation.

## Sport
Inverness Caledonian Thistle FC is de betaaldvoetbalclub van de stad en speelt haar wedstrijden in het Caledonian Stadium.

## Geboren in Inverness
- George Ross (1943-2016), voetballer
- Philip Jackson (1944), beeldhouwer
- Sue Black (1961), forensisch antropoloog, anatomist en academicus
- Ali Smith (1962), (toneel)schrijfster, academicus en journaliste
- Lorne Balfe (1976), componist en muziekproducent van films en videogames
- Karen Gillan (1987), actrice en model
- Stuart Armstrong (1992), voetballer
- Stephen Milne (1994), zwemmer
- Ryan Christie (1995), voetballer
- Isabelle Wallace (1996), tennisster